# トマリ
座標: 北緯47度45分57秒 東経142度04分06秒 / 北緯47.7658度 東経142.0683度

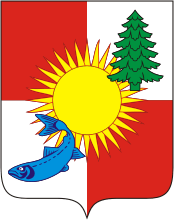
トマリの紋章

トマリ（ロシア語：Томари, タマリー）は、サハリン南部の西海岸に面した都市。ロシア連邦サハリン州に属する。日本統治時代（1905年 - 1945年）の泊居町（とまりおるちょう）に当たる。
日本統治時代の詳細については、「泊居町」の項目を参照。

## 概要
トマリは、サハリンの西海岸に面した町で、ユジノサハリンスクから北西へ167キロメートル、ホルムスクから北へ89キロメートル、北緯47.7658度、東経142.0683度に位置している。町の人口は4,033人（2014年人口調査）。総面積は5.97平方キロメートル。
泊居という地名は、アイヌ語の「トマリ・オロ」（港の内）による。
1870年に建設されたトマリは、1905年、ポーツマス条約により南樺太の一部として日本に割譲され、名称も「泊居」に改められた。1945年にソ連が占領し、翌1946年には町となって「トマリ」に改名された。1992年、北海道天塩町と提携を結び、友好都市となった。